# Frédérique Bangué
Frédérique Bangué (* 31. Dezember 1976 in Lyon) ist eine ehemalige französische Sprinterin, die sich auf den 100-Meter-Lauf spezialisiert hatte, ihre größten Erfolge jedoch im 60-Meter-Lauf und mit der französischen 4-mal-100-Meter-Staffel feierte.
1995 startete sie bei den Weltmeisterschaften in Göteborg im 100-Meter-Lauf und erreichte dort die Viertelfinalrunde.
Bei den Hallenweltmeisterschaften 1997 in Paris gewann sie in 7,17 s die Bronzemedaille im 60-Meter-Lauf hinter Gail Devers aus den Vereinigten Staaten und Chandra Sturrup von den Bahamas. Im selben Jahre erreichte Bangué bei den Weltmeisterschaften in Athen über 100 Meter das Halbfinale. Ein Jahr später holte sie bei den Halleneuropameisterschaften in Valencia die Silbermedaille. Mit ihrer Zeit von 7,18 s musste sie sich lediglich der Deutschen Melanie Paschke geschlagen geben. 
Bei den Europameisterschaften 1998 in Budapest konnte sie den Gewinn des Europameistertitels in der 4-mal-100-Meter-Staffel feiern. An zweiter Position laufend verwies sie gemeinsam mit Katia Benth, Sylviane Félix und Christine Arron in einer Zeit von 42,59 s die Staffeln Deutschlands und Russlands auf die Plätze.
Bei den Weltmeisterschaften 2001 in Edmonton gewann Bangué gemeinsam mit Sylviane Félix, Muriel Hurtis und Odiah Sidibé die Silbermedaille in der Staffel. Mit einer Zeit von 42,39 s erreichte das französische Quartett das Ziel hinter der deutschen und vor der jamaikanischen Mannschaft. Bangué startete in Edmonton auch über 100 Meter, schied jedoch bereits in der Viertelfinalrunde aus.
Darüber hinaus wurde Bangué insgesamt dreimal französische Meisterin im 100-Meter-Lauf (1997–1998, 2001).
Frédérique Bangué hatte bei einer Körpergröße von 1,79 m ein Wettkampfgewicht von 61 kg. Nach Ende ihrer sportlichen Karriere begann sie eine Laufbahn als Radiomoderatorin und arbeitete unter anderem für Radio Monte Carlo und France 4.

## Bestleistungen
- 100 m: 11,16 s, 5. August 1998, Montauban
- 60 m (Halle): 7,11 s, 16. Februar 1997, Liévin